# Jesse James, Mann ohne Gesetz
Jesse James, Mann ohne Gesetz (Originaltitel: Jesse James) ist ein US-amerikanischer Western von Regisseur Henry King aus dem Jahr 1939, der die Lebensgeschichte von Jesse James, einem der berühmtesten Outlaws des Wilden Westens, erzählt.

## Handlung
Missouri nach dem Ende des Sezessionskriegs: Die Eisenbahngesellschaft St. Louis Midland R. R. plant ihre neue Strecke durch die Gegend der Kommune Liberty und hat zu diesem Zweck einen Vertreter namens Barshee losgeschickt, entsprechende Landaufkäufe vorzunehmen; offensichtlich zum eigenen Vorteil zwingt dieser die größtenteils armen Farmer der Region, zum Spottpreis von einem Dollar pro Acre zu verkaufen. Als er und seine Spießgesellen jedoch zum Anwesen von Mrs. Samuels und ihren beiden Söhnen Jesse und Frank James kommen, stoßen sie auf Widerstand. Als der verprügelte und von einer Kugel leicht verwundete Barshee nach Liberty zurückkehrt, erweckt das die Aufmerksamkeit des forschen Zeitungsherausgebers Cobb, der aus seinen Sympathien für die von vielerlei Obrigkeiten bedrängten einfachen Leute oftmals kein Hehl macht. Da Barshee einen Haftbefehl erwirkt, sind die sich gerade mit anderen Farmern auf einem schnell einberufenen Meeting solidarisierenden James-Brüder gezwungen, ein Höhlenversteck aufzusuchen; in ihrer Abwesenheit tötet der mit großem Gefolge anrückende Eisenbahnbeauftragte mittels einer anscheinend versehentlich explodierenden Rauchbombe die allein im Haus befindliche Mutter. Als die Söhne davon erfahren, beschließen sie trotz der Warnungen von Jesses Freundin – Cobbs in der Redaktion mitarbeitende Nichte Zerelda – sofortige Vergeltung: Kurz darauf wird Barshee im Dixie Belle Saloon von Liberty erschossen. Daraufhin wird ein 1000-Dollar-Kopfgeld auf den Jüngeren der Brüder ausgesetzt, das sich nach den ersten Überfällen auf Züge der Midland R. R. erhöht.
Geraume Zeit später erhält der ebenfalls – indes vergeblich – an Zerelda interessierte US-Marshal Wright ein Schreiben vom Eisenbahnchef McCoy, worin Jesse James für den Fall, dass er sich freiwillig stellt, eine milde Strafe von höchstens fünf Jahren Gefängnis zugesichert wird. Zerelda bringt die Nachricht in das Versteck ihres Geliebten, der aber erst unter Androhung der Trennung zur Aufgabe bereit ist; vorher heiraten die beiden in einer gerade den Gottesdienst abhaltenden Kirche. Kaum hinter Gittern, bricht McCoy sein Versprechen und stellt Jesse den Galgen in Aussicht. Zu diesem Zweck wird der ursprünglich vorgesehene Richter ausgetauscht und der mehrfach intervenierende Wright etwas später seines Amtes enthoben. Als Frank schriftlich ankündigt, den Bruder umgehend zu befreien, rekrutiert der schon mit Kavallerietruppen für Ordnung während des Prozesses sorgen wollende McCoy zusätzliche Deputys, doch darunter befinden sich mit Tom und Hank zwei Kumpels der Outlaws, und die Befreiung aus dem Gerichtsgewahrsam gelingt aus diesem Grund mühelos.
Fortan verstärkt die Bande ihre Raubzüge, und einen immer verbitterter werdender Jesse kümmert es auch nicht, inzwischen Vater eines Sohnes zu sein; Zerelda verlässt das gemeinsame Versteck und gibt ihren Mann auf. Die Bahn setzt nach einigen Jahren den Detektiv George Runyan auf die Gang an, der nicht lange braucht, um in Robert „Bob“ Ford ein willfähriges Werkzeug für die Tötung des inzwischen zum Volkshelden avancierten Banditen zu finden. Dieser bekommt bei der Planung des Überfalls auf die Bank in Northfield einigen Ärger mit seinen Gefolgsmännern, und der besonnenere Frank erteilt dem nahen Verwandten einen kräftigen Rüffel. Der Northfieldcoup misslingt, weil der inzwischen zur Bande zurückgekehrte Bob Ford das Vorhaben verraten hatte; bei der Schießerei sterben Tom und Hank, und die verwundeten Brüder werden nach dem riskanten Sprung in einen Fluss getrennt. Ein Farmer bringt den verletzten Jesse zum neuen Zuhause Zereldas, und da die Behörden ihn für tot halten, stimmt er mit Blick auf seinen inzwischen 5-jährigen Sohn Jesse jr. einem Neuanfang in Kalifornien zu. Mitten in die Abreisevorbereitungen platzen die Fordbrüder (neben Bob auch Charles) mit der angeblich von Frank vorgeschlagenen Idee eines neuerlichen Bankraubes; nachdem Jesse abgelehnt hat, erschießt Bob dem mit dem Abhängen eines gerahmten Wandspruches Beschäftigten feige von hinten. Auf der Beerdigung hält Cobb eine flammende Rede und enthüllt einen Gedenkstein, auf dem der Attentäter verspottet wird.

## Hintergrund
Für anderthalb Wochen übernahm Irving Cummings die Regie, da Henry King durch eine Ohrenentzündung das Bett nicht verlassen konnte.
In einer Szene stürzt ein Pferd von einer Klippe in den Tod. Das Publikum war empört und ließ die American Humane Association den Film (später auch die Fernsehfassung) überprüfen. Es heißt, dass diese Überprüfung dazu beigetragen haben soll, die folgende Zertifizierung herauszubringen: „Bei der Herstellung dieses Filmes wurde kein Tier misshandelt oder getötet.“

## Kritiken
Der film-dienst schrieb, dass Jesse James, Mann ohne Gesetz „die heroische Legende, nicht die historische Wahrheit“ wiedergebe. Der Film sei „[m]it Pathos, Sentiment, aber auch mit Humor“ ausgestattet, wodurch „der anspruchsvoll gespielte und effektvoll inszenierte Western aus dem Rahmen [fällt]“.
Des Weiteren wurde der Film aufgrund der Tatsache kritisiert, dass nach dem Sprung eines Pferdes mit verbundenen Augen über eine Klippe das Tier verstarb.
31 Jahre nach der Uraufführung urteilte der Evangelische Filmbeobachter zusammenfassend: „Seiner kraftvollen Inszenierung und guten Besetzung wegen ist der Film auch heute noch des Anschauens wert. Geeignet ab 14 Jahren.“

## Deutsche Fassung
Eine deutsche Synchronfassung entstand 1971 für das Fernsehen.
| Rolle          | Darsteller         | Synchronsprecher        |
| -------------- | ------------------ | ----------------------- |
| Jesse James    | Tyrone Power       | Randolf Kronberg        |
| Frank James    | Henry Fonda        | Jürgen Thormann         |
| Marshal Wright | Randolph Scott     | Gert Günther Hoffmann   |
| Zerelda James  | Nancy Kelly        | Marianne Lutz           |
| Major Cobb     | Henry Hull         | Friedrich W. Bauschulte |
| Robert Ford    | John Carradine     | Horst Keitel            |
| Runyan         | J. Edward Bromberg | Gerd Duwner             |
| Barshee        | Brian Donlevy      | Heinz Petruo            |
| Mrs. Samuels   | Jane Darwell       | Ursula Krieg            |

## Fortsetzung
Der Film wurde 1940 von Fritz Lang unter dem Titel Rache für Jesse James fortgesetzt. Die Rolle des Frank James übernahm erneut Henry Fonda.